# Caecidotea sinuncus
Caecidotea sinuncus är en kräftdjursart som först beskrevs av Steeves 1965.  Caecidotea sinuncus ingår i släktet Caecidotea och familjen sötvattensgråsuggor. Inga underarter finns listade i Catalogue of Life.